# Pila (Lučina)
Pila (německy Seeg) je zaniklá vesnice na území obce Nemanice v katastrálním území Lučina u Nemanic v okrese Domažlice. Stála v lesích mezi rovněž zaniklými sídly Mýtnice a Úpor v bažinaté pramenné oblasti přítoku Nemanického potoka, necelé tři kilometry západně od Nemanic. Po administrativní stránce spadala pod Lučinu.

## Historie
První písemná zmínka o vesnici pochází z roku 1613. Až do roku 1764 stála v Bavorsku, po úpravách hranic připadla Čechám. V roce 1638 je ve vesnici zmiňován mlýn a v roce 1749 zde pracovaly tři mlýny. Oblast Pily byla jediným místem v okolí Lučiny, kde bylo možné využít vodní síly potoka. Kromě mlýnů zde v období sklářské výroby byly i stoupy na drcení sklářských surovin pro zdejší sklárnu, která však již na počátku 18. století zanikla. Ve vsi je rovněž zmiňována bělírna příze. Vesnici postihl odsun německého obyvatelstva a následně v padesátých letech dvacátého století při vytvoření hraničního pásma byla zcela srovnána se zemí. Přitom měla být vesnice plošné likvidace ušetřena, jak uvádí protokol uložený ve fondu Národního výboru Nemanic. Ovšem část domů byla zabořena svévolně stavebníky, kteří zde rabovali stavební materiál. Vesnice byla dosídlena jen nepatrně, ale po zřízení hraničního pásma na počátku padesátých let dvacátého století byla definitivně vysídlena a srovnána se zemí. Dochovaly se pouze zarostlé základy budov. Existenci vesnice připomíná litinový křížek obnovený po roce 1990 a památný strom Čepičkovo dub na Pile.

### Mlýny
Na nepojmenovaném potoce, dříve Pstruhovém potoce (německy Forellenbach) byly postaveny tři mlýny. Nejvýše položeným mlýny byl Horní mlýn, z něhož se nedochovaly téměř žádné pozůstatky. Nedaleko od něj stál Prostřední mlýn, kde jsou poměrně dobře patrné ruiny. Posledním byl Dolní mlýn, kde se dochovaly mohutné zříceniny mlýna. Zdivo je dochováno do výšky čtyř metrů.

## Obyvatelstvo
Sommerova topografie z roku 1839 popisuje ve vsi 26 domů a 232 obyvatel.
Při sčítání lidu v roce 1921 zde žilo 224 obyvatel, všichni německé národnosti. K římskokatolické církvi se hlásilo všech 224 obyvatel.
| Rok            | 1869 | 1880 | 1890 | 1900 | 1910 | 1921 | 1930 | 1950 | 1961 | 1970 | 1980 | 1991 | 2001 | 2011 |
| -------------- | ---- | ---- | ---- | ---- | ---- | ---- | ---- | ---- | ---- | ---- | ---- | ---- | ---- | ---- |
| Počet obyvatel | 234  | 235  | 221  | 212  | 227  | 224  | 230  | –    | –    | –    | –    | –    | –    | –    |
| Počet domů     | 27   | 26   | 26   | 30   | 27   | 27   | 33   | –    | –    | –    | –    | –    | –    | –    |